# Potângeni
Potângeni – wieś w Rumunii, w okręgu Jassy, w gminie Movileni. W 2011 roku liczyła 1000 mieszkańców.